# Szerokość pisma
Szerokość pisma (ang. type width) – szerokość znaków pisma danego kroju i odmiany. 
Według Polskiej Normy PN-73/P-55009 mierzona na podstawie szerokości słowa tekstowego „OHamburgefonsz”, złożonego dziesięciopunktowym pismem w systemie Didota. Według tego pomiaru wyróżnia się:
- pisma bardzo wąskie (extra compressed) – poniżej 25 mm;
- pisma wąskie (condensed) – między 25 a 30 mm;
- normalne (normal) – między 30 a 35 mm;
- szerokie (extended, expanded) – między 35 a 40 mm;
- bardzo szerokie (extra extended, extra expanded) – powyżej 40 mm[1].